# جمعان (اسم)
جمعان هو اسم علم مذكر من أصل عربي، ومعناه هو الجامع.

## شخصيات تحمل الاسم
- جمعان أحمد بامطرف (مغني يمني (1947-2002)، 1947 – 27 ديسمبر 2002)
- جمعان الجمعان (لاعب كرة قدم سعودي، 6 يوليو 1981 – )
- جمعان الحربش (سياسي كويتي، 1970 – )
- جمعان الدوسري (لاعب كرة قدم سعودي، 19 يونيو 1987 – )
- جمعان الدوسري (لاعب كرة قدم سعودي من مواليد 1993، 6 سبتمبر 1993 – )
- جمعان الرويعي (21 يونيو 1969 – )
- جمعان حمود العصيمي

## وصلات خارجية
- موسوعة السلطان قابوس لأسماء العرب نسخة محفوظة 5 أبريل 2019 على موقع واي باك مشين.